# Lex Schuierer
Lex Schuierer ist die nicht amtliche Bezeichnung für das Gesetz zur Änderung des Bayerischen Verwaltungsverfahrensgesetzes (BayVwVfG) vom 23. Juli 1985. Das Gesetz wurde beschlossen, um die Blockade der Wiederaufbereitungsanlage Wackersdorf durch den Schwandorfer Landrat Hans Schuierer zu umgehen.

## Regelung
Mit Wirkung zum 1. August 1985 wurde in Art. 3b BayVwVfG der sog. Selbsteintritt der Aufsichtsbehörden geregelt, um anstelle der sonst zuständigen Behörde, insbesondere eines Landratsamts, tätig zu werden.
Bis dahin war es zwar gängige, anerkannte Praxis der Aufsichtsbehörde im Bereich staatlichen Verwaltungshandelns, eine Angelegenheit an sich zu ziehen und selbst Entscheidungen anstelle der nachgeordneten Landesbehörde zu treffen. Aber der Bayerische Verwaltungsgerichtshof hatte im März 1977 entschieden, dass Zuständigkeitsregelungen nach Art. 77 Abs. 1 Satz 1 der Bayerischen Verfassung einer ausdrücklichen gesetzlichen Grundlage bedürfen. Mit Art. 3a BayVwVfG sollte eine solche gesetzliche Grundlage geschaffen werden. Ausdrücklich bestand bis dahin nur ein Aufsichts- und Weisungsrecht.

## Geschichte
Die bundesweit in keinem anderen Landesverwaltungsverfahrensgesetz vorhandene Regelung wurde 1985 vom Bayerischen Landtag mit den Stimmen der CSU beschlossen. Ziel war es, „ungeachtet der Widerstände des Landrats Schuierer von Schwandorf die Deutsche Gesellschaft für Wiederaufarbeitung von Kernbrennstoffen (DWK) in die Lage zu versetzen, die geplante Wiederaufbereitungsanlage Wackersdorf zu errichten.“ Der DWK werde signalisiert, „dass ein Standort in Wackersdorf politisch und rechtlich durchsetzbar ist.“
Schuierer hatte sich im September 1984 unter Berufung auf sein Remonstrationsrecht als kommunaler Wahlbeamter zunächst geweigert, den Bebauungsplan für das WAA-Gelände im Taxöldener Forst öffentlich auszulegen, lenkte aber auf Weisung des Bayerischen Innenministeriums ein. Der Plan wurde im April 1985 von der Regierung der Oberpfalz unter Regierungspräsident Karl Krampol genehmigt. Nachdem Schuierer selbst und sein Stellvertreter Dietmar Zierer die Erteilung der Baugenehmigung trotz entsprechender Weisung verweigert hatten, kam es nach Inkrafttreten der Lex Schuierer im Oktober 1985 zum Selbsteintritt der Regierung der Oberpfalz. Sie ließ sich die WAA-Akten zustellen, um selbst zu entscheiden. Am 29. Oktober 1985 erteilte die Regierung der Oberpfalz die wasser- und baurechtliche Genehmigung zum Bau der WAA. Die erste atomrechtliche Teilerrichtungsgenehmigung, die die Umzäunung des Baugeländes, die Errichtung des Brennelemente-Eingangslagers und die Baugrube für das Hauptprozeßgebäude umfasste, hatte der damalige Bayerische Umweltminister Alfred Dick bereits im September 1985 erteilt.
Das gegen Schuierer im Mai 1986 eingeleitete Disziplinarverfahren wurde erst im April 1989 eingestellt. Er bezeichnete das Vorgehen der Strauß-Regierung als „Demokratur“.
Die Lex Schuierer erfüllt heute „theoretisch einen neuen Zweck: Landräten, die heikle Entscheidungen aus politischen oder wahltaktischen Gründen lieber einer höheren Instanz zuschieben, schenkt sie einen Sündenbock – den ‚bösen‘ Freistaat oder den ‚sturen‘ Minister zum Beispiel.“

## Gesetzestext
Selbsteintritt
(1) Kommt eine staatliche Behörde einer schriftlichen Weisung der Aufsichtsbehörde nicht fristgerecht nach, so kann der Leiter der Aufsichtsbehörde an Stelle der angewiesenen Behörde handeln (Selbsteintritt).
(2) Der Selbsteintritt gegenüber einem Landratsamt als Staatsbehörde ist nur zulässig, wenn der fachlich zuständige Minister ein sofortiges Handeln aus wichtigen Gründen des öffentlichen Wohls, insbesondere in Fällen von überörtlicher oder landesweiter Bedeutung, im Einzelfall für erforderlich hält und dies gegenüber der Aufsichtsbehörde erklärt.
Die Aufzählung in Absatz 2 ist nicht abschließend; der Selbsteintritt ist rechtlich zulässig auch in anderen Fällen, in denen aus wichtigen Gründen des öffentlichen Wohls ein sofortiges Handeln erforderlich erscheint.